# Marcgravia weberbaueri
Marcgravia weberbaueri är en tvåhjärtbladig växtart som beskrevs av Ernest Friedrich Gilg. Marcgravia weberbaueri ingår i släktet Marcgravia och familjen Marcgraviaceae. Inga underarter finns listade i Catalogue of Life.